# Ринок
Ри́нок   — місце взаємодії продавців і покупців для визначення ціни та необхідної кількості товару. Ринок — це сукупність відносин (актів) купівлі-продажу товарів і послуг; спосіб взаємодії виробників і споживачів, заснований на децентралізованому, безособовому механізмі цінових сигналів. Він є механізмом розподілу товарів і послуг між членами суспільства шляхом добровільного обміну. Ринок — це місце, де відбуваються відносини купівлі-продажу товарів і послуг у грошовій формі між людьми.
Головними суб'єктами ринку є домашні господарства, фірми (підприємства), держава. Об'єктами ринкових відносин виступають різноманітні матеріальні і нематеріальні цінності (активи).

## Походження терміна

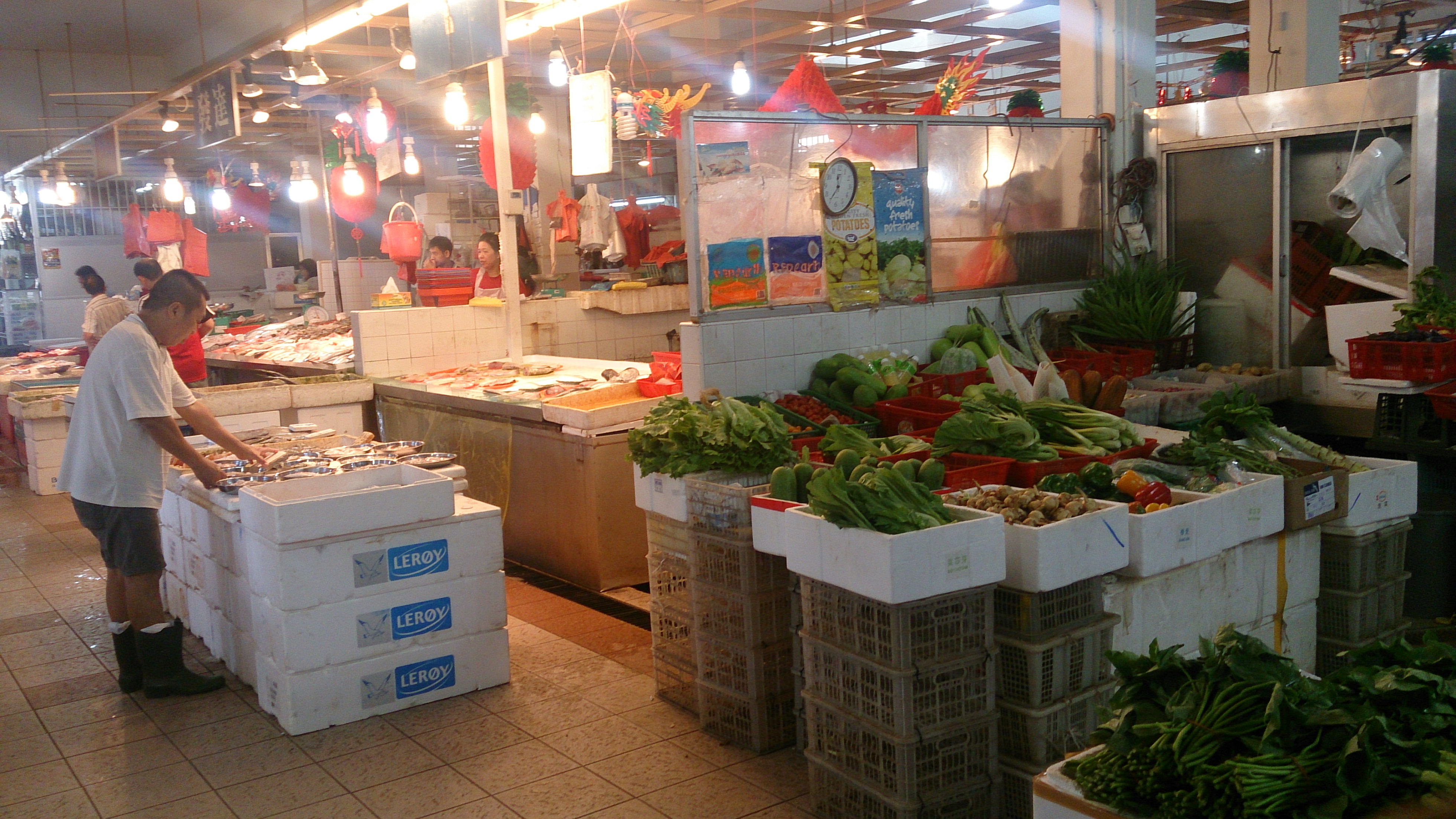
Базар у Сінгапурі

Слово ринок походить через пол. rynek від сер.-в.-нім. rinc («круг», «коло»). Оскільки центр середньовічного міста був площею з будинком магістрату (ратушею) в центрі та будинками довкола (кільцем). Як правило, після надання місту магдебурзького права на такій площі періодично проводились ярмарки, а згодом і розміщувались крамниці та торгові ятки. Звідси перенесення назви центральної площі міста на явище, яке ще по-східному називають «базар», а колись ще називалося «торг».

## Функції ринку
- Регулювальна: ринок, як регулятор виробництва, через механізм ринкових законів встановлює необхідні пропорції відтворення; завдяки цінам, ринок стимулює впровадження досягнень науки та техніки у виробництво — це сприяє розширенню асортименту товарів та послуг;
- Стимулювальна — ринок спонукає виробників товарів до зниження витрат, підвищення якості та споживчих властивостей товарів;
- Розподільча — доходи споживачів і виробників у ринковій економіці диференціюються через ціни, зумовлюючи соціальне розшарування суспільства за доходами.
- Алокаційна — ринок забезпечує виробництво оптимальної кількості товарів і послуг за допомогою найефективнішої комбінації ресурсів.
- Інтеграційна — ринок об'єднує суб'єктів економічної системи в одне, сприяючи формуванню єдиного економічного простору як у межах окремої держави, так і в межах світової економіки.
- Інформаційна — ринок дає об'єктивну інформацію про те, які товари мають попит; кожна фірма може регулювати власне виробництво.
- Посередницька — ринок виступає посередником між виробником і споживачем.
- Сануюча (оздоровча) — ринок очищує суспільне виробництво від економічно слабких та нежиттєздатних господарських одиниць.

## Межі дії ринкового механізму
- Ринок обмежений регулювати «зовнішні ефекти», або екстерналії, економічної діяльності. Це такі соціальні наслідки виробництва як безробіття або забруднення зовнішнього середовища;

- Ринковий механізм не в змозі врахувати потреби знедолених груп населення: безробітних, непрацездатних і малозабезпечених;

- Ринок не може забезпечити країну суспільними благами. Йдеться насамперед про товари і послуги колективного користування, в споживанні якого беруть участь усі громадяни без винятку (оборона, освіта, управління, охорона правопорядку тощо). Ці блага світова економічна наука називає «суспільним товаром», або «суспільними благами». Деякі економічні школи заперечують твердження про неможливість ринку забезпечувати суспільні блага, що на практиці підтверджується наявністю приватних доріг, армій, поліції й т.п.;

- Ринок не бачить перспективи. Такі стратегічні цілі розвитку країни як здоров'я нації, достатній рівень освіти населення, культура, здорове навколишнє середовище, структурна перебудова економіки під впливом НТП і вичерпання продуктивних ресурсів, залишаються за межами інтересів суб'єктів ринкових відносин. Таке твердження також можна поставити під сумнів.

## Класифікації ринків
За територіальною ознакою:
- місцевий
- регіональний — ринок, обмежений певною територією.
- національний
- світовий

За суб'єктам, які укладають обмін:
- ринок споживачів
- виробників
- проміжних продавців — торгова діяльність організацій, фірм і інших юридичних осіб, що полягає в придбанні товарів і послуг з метою їхнього наступного перепродажу. Предметом продажу є як реальний товар, так і документ на товар і послуги. Організаційно ринок посередників функціонує як біржі, аукціони, ярмарки, торги.
- державних установ

За об'єктами обміну:
- ринки засобів виробництва
- ринок товарів і послуг
- фінансовий ринок
- ринок інтелектуальної власності

За ступенем конкуренції:
- конкурентний (досконала конкуренція)
- з монополістичною конкуренцією
- олігопольний
- монополія

З урахуванням асортименту:
- замкнутий
- насичений
- змішаний

За ступенем дотримання законності:
- легальний (офіційний)
- нелегальний (тіньовий)
- чорний (у деяких словниках «чорний» = «нелегальний»)

За ступенем насиченості:
- рівноважний (попит = пропозиції)
- дефіцитний (попит > пропозиції)
- надлишковий (попит < пропозиції)

За ступенем розвиненості економічної свободи:
- вільний
- регульований

За характером продажів:
- гуртовий
- роздрібний

Ринок активний — ринок з певного виду цінних паперів чи товарів, які є об'єктами частих і великих угод.

## Умови існування
Важливішими умовами виникнення та успішного функціонування ринку є: суспільний розподіл праці і спеціалізація; економічна відокремленість суб'єктів ринкового господарювання, яку дає приватна власність; вільний обмін ресурсів; величина трансакційних витрат.
- Суспільний розподіл праці означає, що в будь-якій господарській системі ніхто не може жити коштом повного самозабезпечення необхідними благами. Різні групи виробників займаються окремими видами господарської діяльності, що означає спеціалізацію у виробництві тих чи інших благ, цінностей. Спеціалізація, своєю чергою, визначається принципом порівняльної переваги, тобто здатністю виробляти блага при відносно меншій альтернативній вартості. Виробники мають різні навички, уміння, по-різному забезпечені обмеженими ресурсами. Це і примушує їх зосередитися (спеціалізуватися) на виробництві товарів, які мають відносно меншу альтернативну вартість у виробника.
- Економічна відокремленість — сукупність умов господарювання, яка передбачає відокремлене економічне функціонування фірм, виходячи з їх інтересів. Господарчі суб'єкти економічно відокремлені, якщо їх активи і пасиви, доходи і витрати відділені один від одного. Це дозволяє кожному виробнику вирішувати, що виробляти, як виробляти, кому і де продавати створену продукцію. Економічна відокремленість історично виникає на базі приватної власності. Надалі з розвитком ринку вона почала опиратися і на колективну власність, але обов'язково обмежену будь-яким локальним колом інтересів (кооперативи, товариства, акціонерні товариства і т. д.).
- Вільний обмін ресурсів означає, що підприємці мають можливість самостійно встановлювати ціни на свою продукцію. Ціни, що вільно формуються, виступають своєрідним «сигналізатором», який підказує господарчим суб'єктам найбільш ефективні напрями їх діяльності. Вільний ціновий механізм координує розподіл і використання ресурсів на ринку. Завдяки наявності вільних цін, в ринковій економіці виробляється саме та продукція, яка має попит і дає прибуток виробникам. Ціновий механізм ефективно працює тільки в умовах вільної конкуренції.

Розвинений ринок за визначенням заснований на диференціації тарифів, на складній системі знижок і премій, альтернативних співвідношеннях ціни і якості, відмінності в базових комплектаціях — так описує експерт фонду «Наследие» Джеймс Гаттусо. Саме ця різноманітність пропонованих послуг робить можливою конкуренцію.

## Механізми координації людської діяльності
Ринок є механізмом координації людської діяльності. На ньому відбувається добровільний обмін. 
Іншим механізмом координації є фірма (організація). Вперше фірму як механізм координації від ринку відділив Рональд Коуз у статті "Природа фірми" (1937), в якій він показав, що люди створюють фірми заради зниження трансакційних витрат.
Також як механізм людської діяльності економісти розглядають державу, в рамках якої відбувається насильницький обмін.

## Галерея

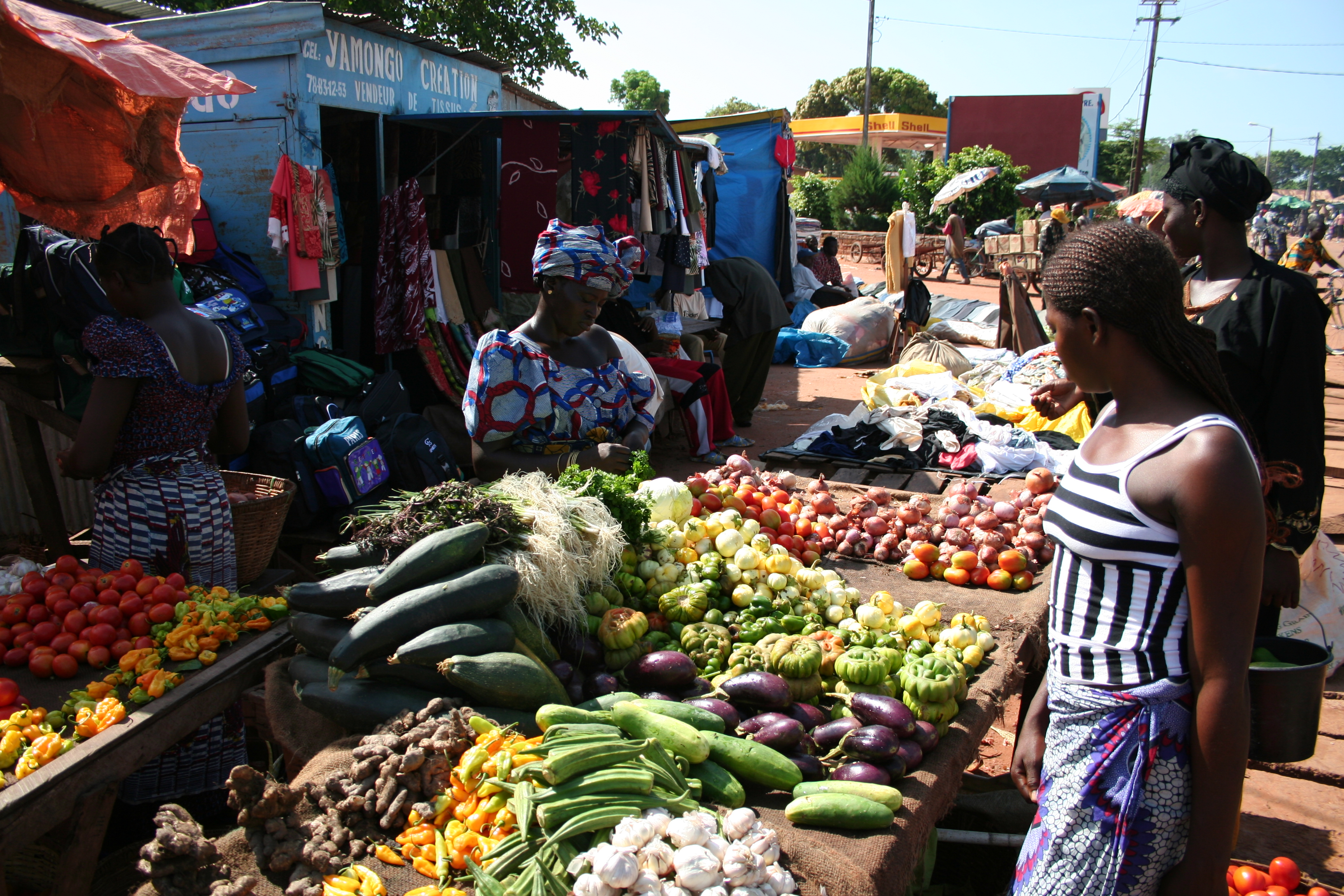
Фермерський продуктовий ринок в Бонфарі, Буркіна Фасо
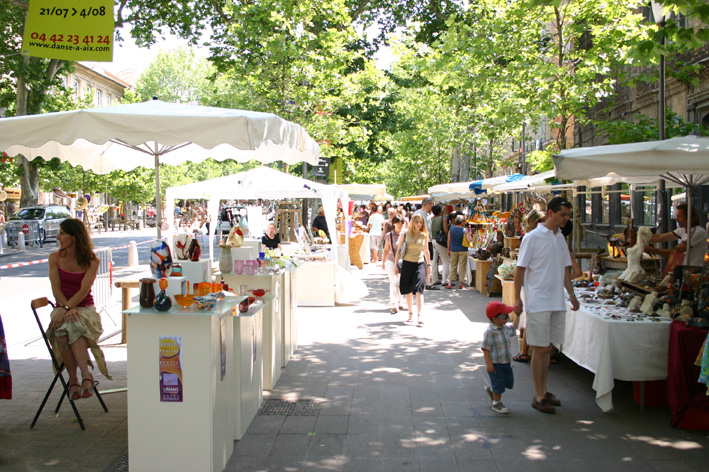
Вуличний ринок в провінції Аксен, Франція
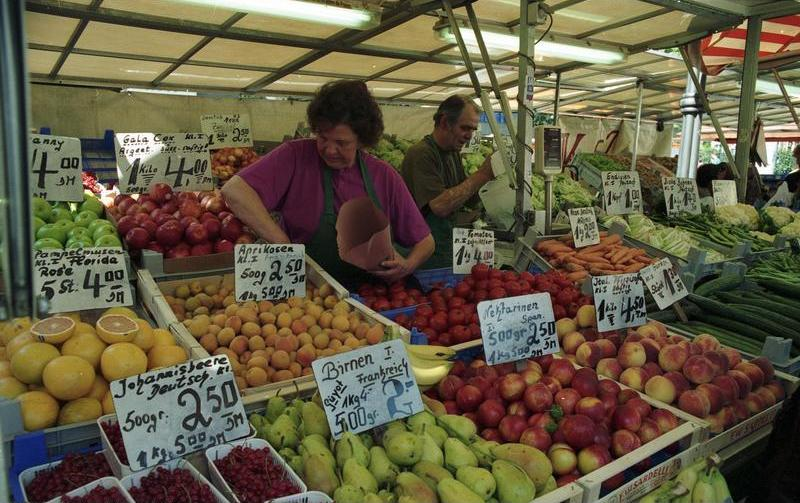
Фрукти й овочі в продажі на ринку в Бонні